# Philip Bono

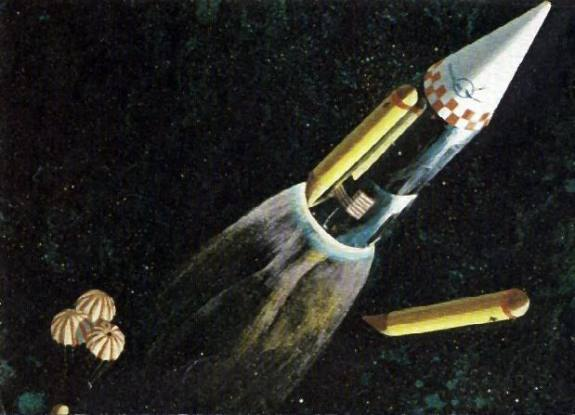
Representación artística de un Rombus.

Philip Bono (1921-1993) fue un ingeniero estadounidense de McDonnell Douglas. Fue pionero en el diseño de vehículos orbitales de una sola etapa (SSTO), que veía como más simples y baratos que los modelos clásicos de cohetes por etapas. Para poder llevar el concepto a la realidad, se necesitaba el uso de propelentes de alto impulso específico, como hidrógeno líquido y oxígeno líquido.
Los diseños de Bono no tenían alas, que consideraba peso muerto, y normalmente despegaban y aterrizaban verticalmente, mediante el uso de cohetes. Patentó la tobera de tapón, capaz de mantener una buena eficiencia a cualquier altura durante el ascenso del vehículo y que además servía como escudo térmico para la reentrada.
En 1969, ideó una expedición a Marte utilizando una versión ligeramente modificada de su cohete Rombus, el Proyecto Deimos.
Sus diseños influyeron en el desarrollo del Delta Clipper, también construido por McDonnell Douglas.

## Diseños
- One Stage Orbital Space Truck (OOST, Transportador Orbital Espacial de Una Etapa)
- Recoverable One Stage Orbital Space Truck (ROOST, Transportador Orbital Espacial Recuperable de Una Etapa)
- Reusable Orbital Module, Booster, and Utility Shuttle (ROMBUS, Transbordador Orbital y Módulo Propulsor Reutilizable)
- Ithacus
- Pegasus VTOVL
- Hyperion
- SASSTO

## Artículos
- Bono, Philip; ROMBUS - An Integrated Systems Concept For A Reusable Orbital Module Booster And Utility Shuttle; AIAA-1963-271
- Bono, Philip and Goldbaum, George C.; "Ithacus" - A New Concept Of Inter-Continental Ballistic Transport (ICBT); AIAA-1964-280

- Datos: Q9059079